# (171112) Sickafoose
(171112) Sickafoose est un astéroïde de la ceinture principale.

## Description
(171112) Sickafoose est un astéroïde de la ceinture principale. Il fut découvert le 11 mars 2005 à Kitt Peak par Amanda Gulbis. Il présente une orbite caractérisée par un demi-grand axe de 2,89 UA, une excentricité de 0,11 et une inclinaison de 2,0° par rapport à l'écliptique.

## Compléments